# Pijlbrem
De pijlbrem (Genista sagittalis synoniem: Chamaespartium sagittale) is een doornloze, groenblijvende struik, die tot de vlinderbloemenfamilie (Leguminosae) behoort. De soort komt van nature voor in Zuid- en Midden-Europa en is inheems in Wallonië. Het aantal chromosomen is 2n = 44 of 48.
De struik wordt 15-50 cm hoog en maakt in het begin rechtopstaande, behaarde stengels, die bladeren of bloemen dragen. Na het voltooien van deze begingroei komen de stengels op de grond te liggen. Uit de bladoksels van deze liggende stengels groeien weer rechtopstaande stengels, die tegen het einde van de vegetatieperiode aan de basis wortels vormen. Na verloop van tijd verhouten de liggende stengels en worden ze door grond bedekt. De onderste bladeren komen voor in de vorm van grote vleugels op de stengel. De vegetatieve stengels zijn dubbel gevleugeld. De bloeiende, 4 mm brede stengels zijn drie- of meervleugelig. De elliptische, zacht behaarde bladeren zijn 8-25 mm lang en 8 mm breed. Ze staan zijdelings aan de vegetatieve stengels of als topblaadje aan het eind van de bloemloze stengels. De steunblaadjes zijn gereduceerd.
Vanaf het vierde jaar bloeit de pijlbrem in mei en jubi met gele bloemen. De bloeiwijze is een dichte tros met een schutblad en twee bracteolen. De behaarde kelkblaadjes vormen een korte kelkbuis met vijf iets ongelijke tanden. De zittende of zeer kort gesteelde bloemen zijn 10-15 mm groot met een op de naad gewimperde kiel en een gewimperde vlag.
De vrucht is een 1-2 cm lange, behaarde peul met 2-6, 2 mm grote zaden. 

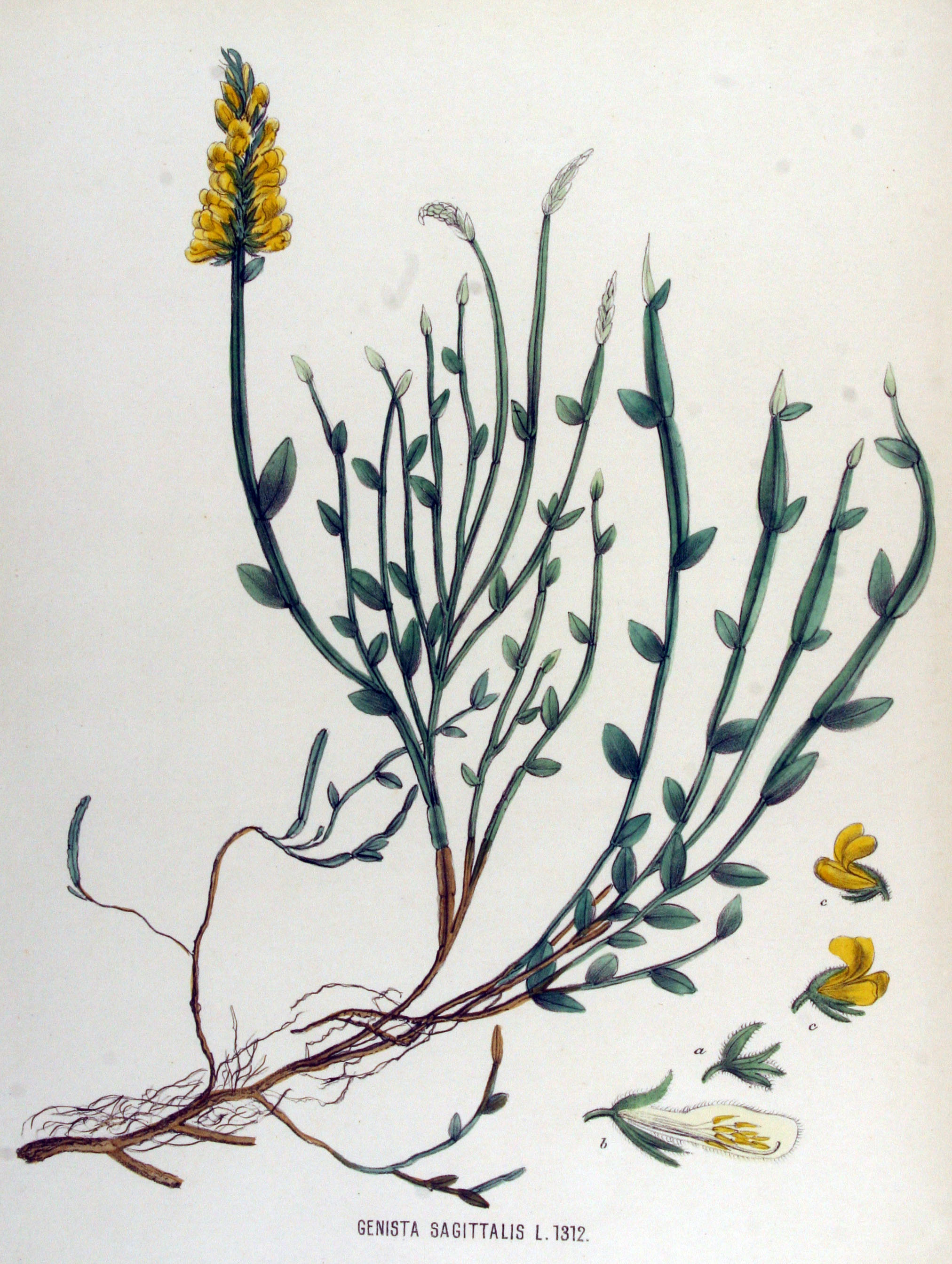
Illustratie door Jacob Sturm
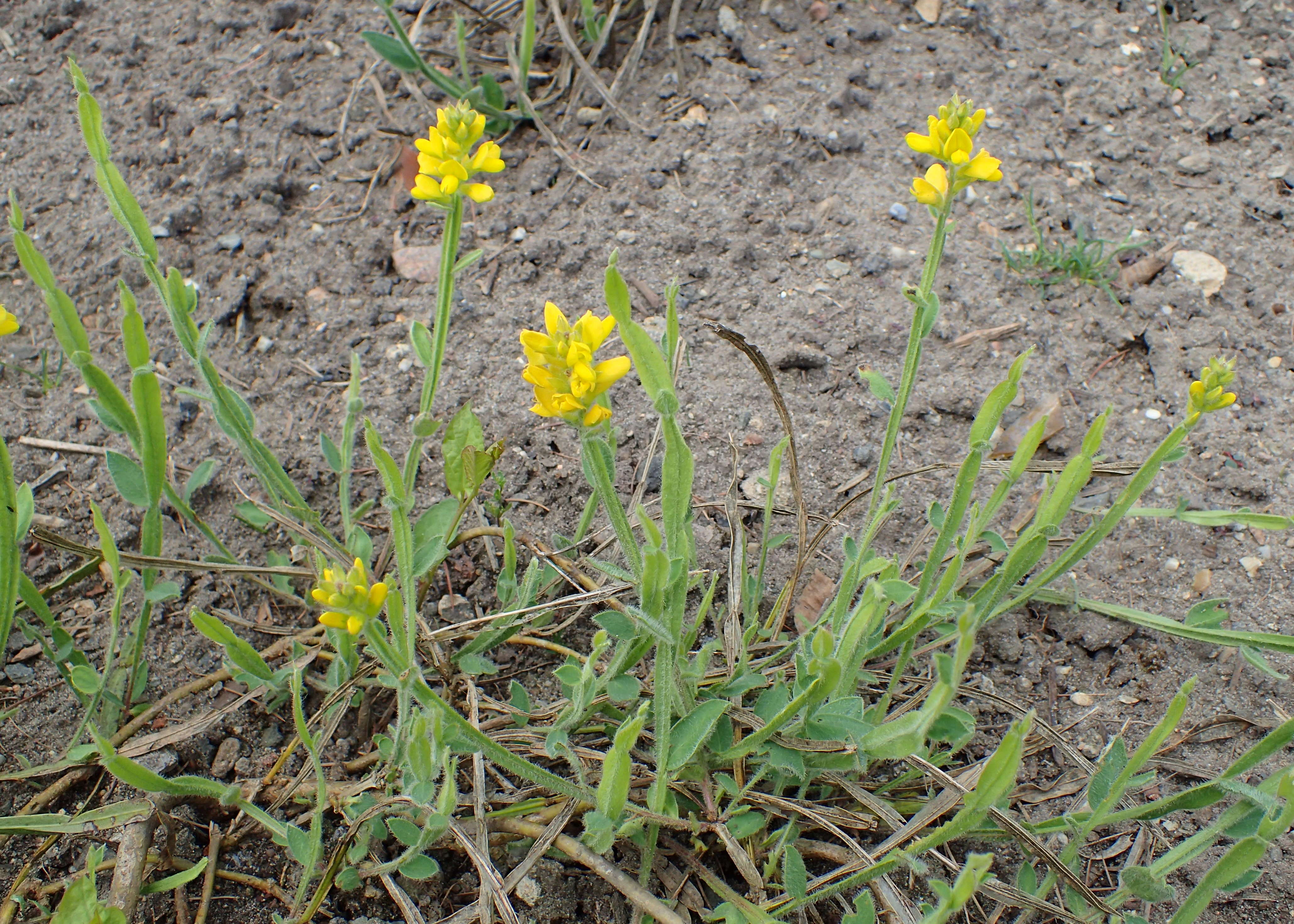
Struik
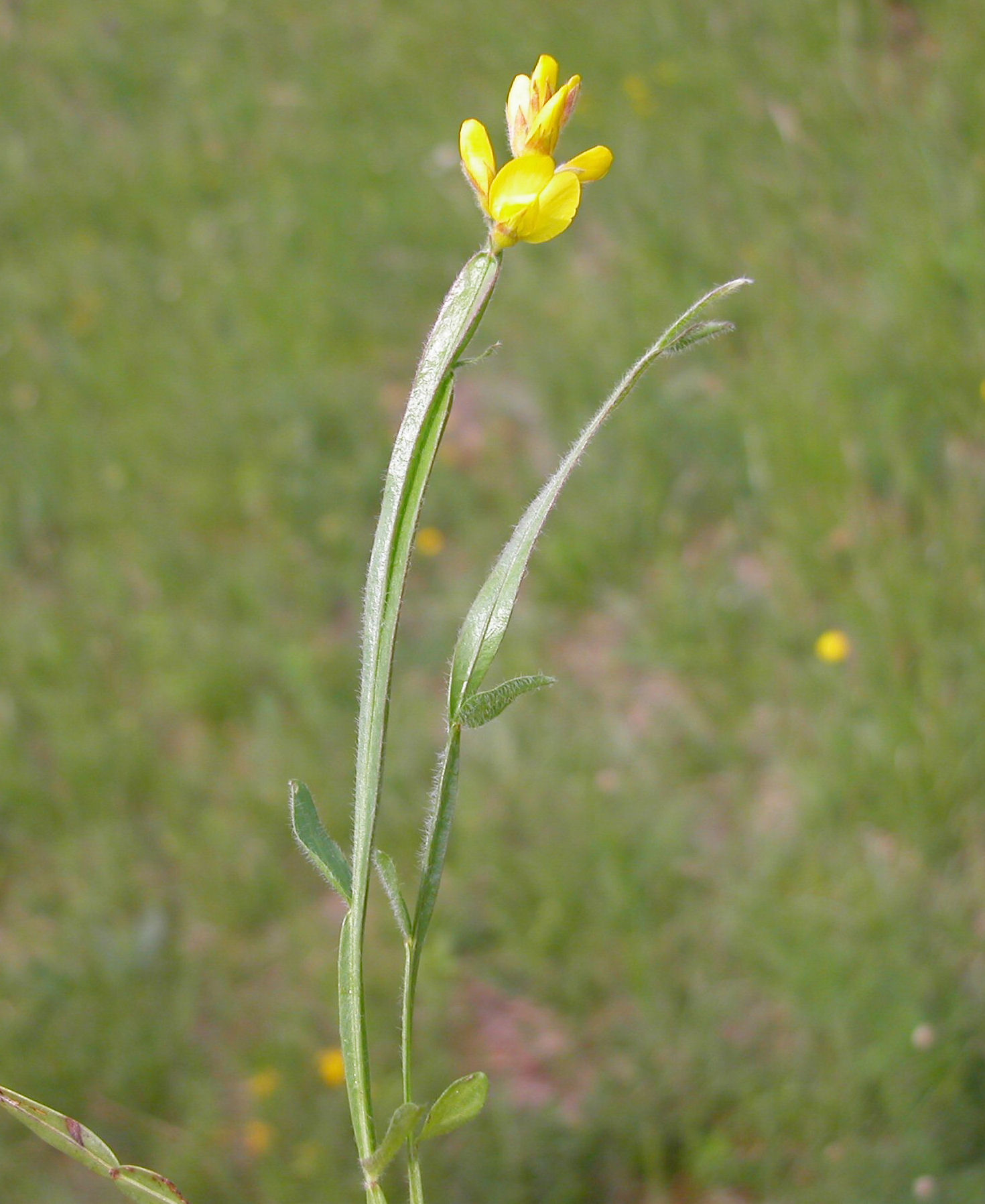
Stengels
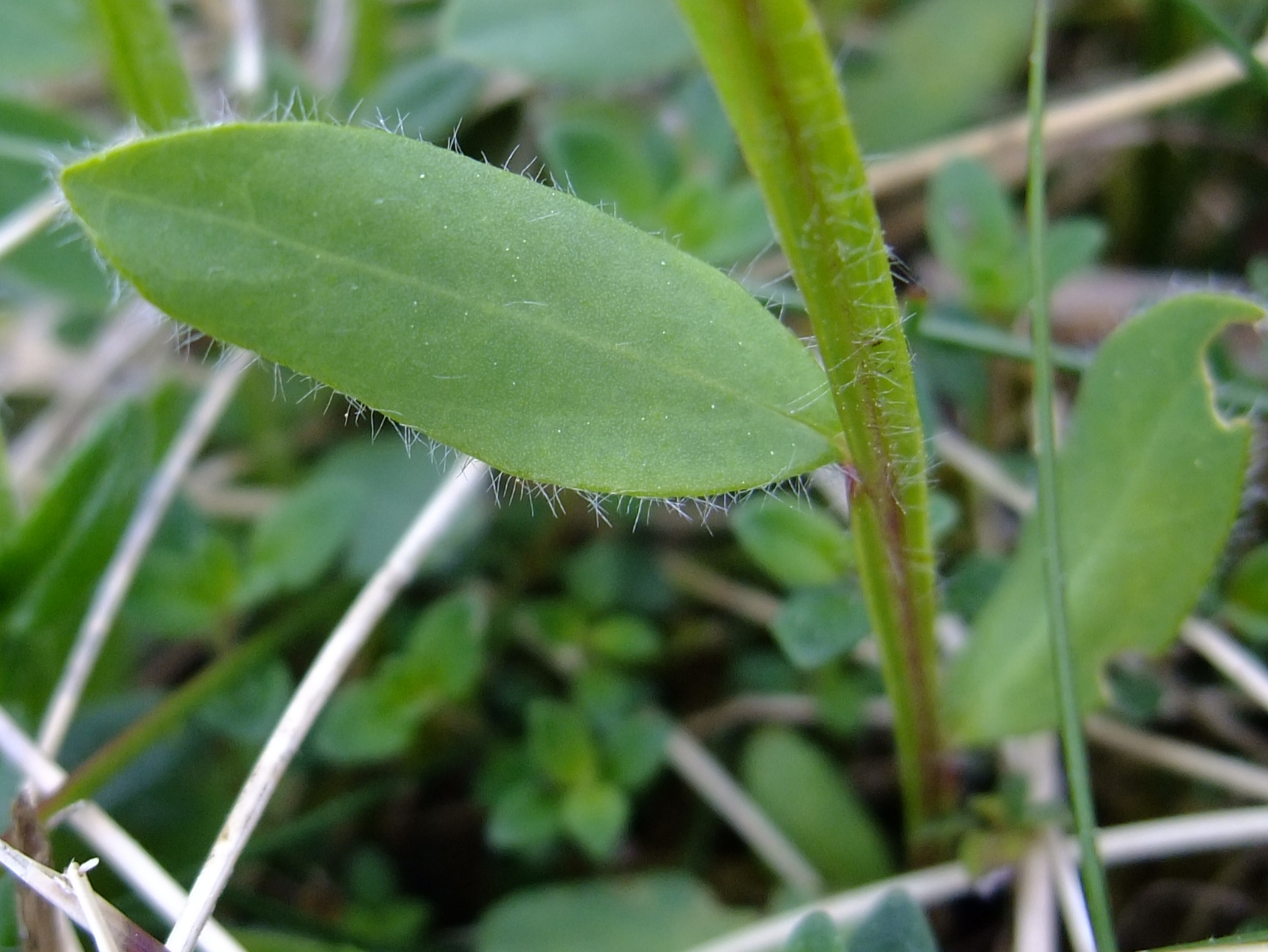
Blad
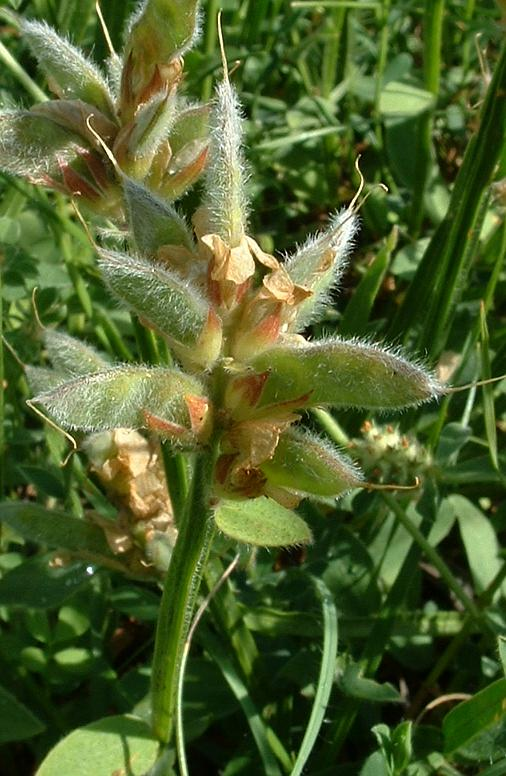
Peulen
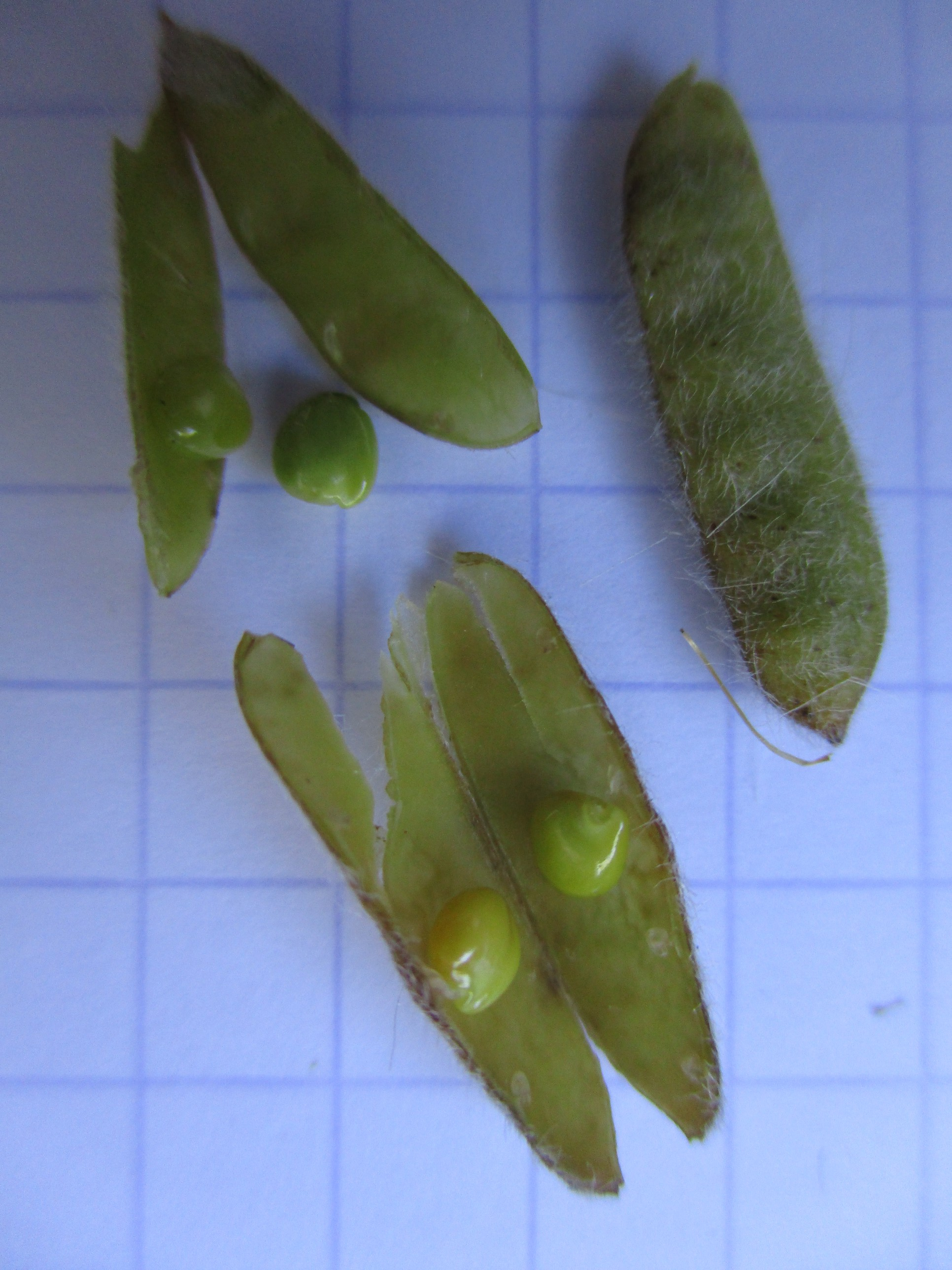
Zaden

De pijlbrem komt voor op droge, voedselarme, kalkarme grond in schraal grasland, bermen, rotsige hellingen, in lichte bossen en bosranden.

## Ondersoorten
De ondersoorten zijn:
- Genista sagittalis subsp. delphinensis (Verl.) Greuter
- Genista sagittalis subsp. sagittalis
- Genista sagittalis subsp. undulata (Ern) Greuter